# Lepisorus thaipaiensis
Lepisorus thaipaiensis är en stensöteväxtart som beskrevs av Ren-Chang Ching och S. K. Wu. Lepisorus thaipaiensis ingår i släktet Lepisorus och familjen Polypodiaceae. Inga underarter finns listade.